# The Invisible Man (1933)
The Invisible Man is een Amerikaanse sciencefictionfilm uit 1933 van regisseur James Whale, gebaseerd op het gelijknamige boek van Herbert George Wells uit 1897. De film wordt gezien als een van de grote horrorfilms van Universal Pictures uit de jaren 30.

## Verhaal
De film begint met een mysterieuze vreemdeling, die zojuist een kamer heeft gehuurd in een herberg in het Engelse dorpje Iping, Sussex. Hij draagt kleding die vrijwel zijn gehele lichaam bedekt en zijn gezicht is in verband gewikkeld. De man wil vooral met rust gelaten worden en brengt hele dagen door op zijn kamer.
Zijn duistere geheim komt langzaam naar boven: hij is een onzichtbare man. Wanneer de herbergier en zijn vrouw proberen de man te laten vertrekken, ontdoet deze zich snel van het verband en zijn kleding zodat hij ongezien kan wegkomen. Vervolgens duwt hij de herbergier van de trap. Wanneer de politie arriveert, probeert de nu geheel onzichtbare man een van de agenten te wurgen.
De identiteit van de onzichtbare man wordt uiteindelijk onthuld. Hij is Dr. Jack Griffin, een wetenschapper die het geheim van onzichtbaarheid heeft ontdekt toen hij experimenten deed met een drug genaamd "monocane". Griffin keert ondertussen terug naar het laboratorium van zijn mentor, Dr. Cranley, waar hij zijn geheim onthult aan zijn verloofde, Flora Cranley, Dr. Cranley’s dochter. Ook onthult hij zijn geheim aan zijn oude partner, Dr. Kemp. De monocane heeft Griffins hele lichaam onzichtbaar gemaakt, maar als bijeffect drijft het hem tot waanzin. Griffin sluit Kemp op in diens huis en dwingt hem weer zijn partner te worden. Samen gaan ze terug naar de herberg alwaar Kemp voor Griffin zijn boeken en spullen uit de kamer moet halen. Ondertussen vermoordt Griffin een agent.
Kemp belt Cranley om hem om hulp te vragen en belt dan de politie. Flora duikt op en praat even met Griffin. Hun gesprek wordt onderbroken door de politie. Woedend schreeuwt Griffin Kemp toe dat hij hem zal vermoorden en hij vertrekt. Vervolgens begint hij met een terreuractie tegen het plaatsje, waarbij hij willekeurig mensen berooft of vermoordt.
Griffin houdt zich aan zijn woord en vermoordt Kemp door deze in een auto te stoppen en die een ravijn in te laten rijden. Ten slotte laat Griffin een trein ontsporen en vermoordt twee mensen die naar hem op zoek waren. Daarna vestigt hij zich in een schuur. De politie omsingelt de schuur en steekt deze in brand. Griffin vlucht de brandende schuur uit. Zijn voetsporen in de sneeuw verraden hem en de politie opent het vuur. Griffin wordt dodelijk getroffen. Vlak voor hij sterft, komt hij bij zinnen en geeft zijn fouten toe. Na zijn dood raakt de monocane uitgewerkt en hij wordt weer zichtbaar.

## Rolverdeling

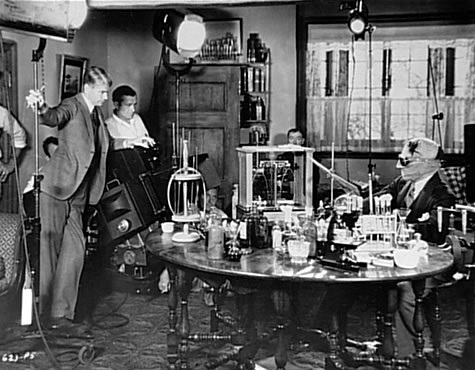
Opnames in 1933

## Achtergrond

### Verschillen met het boek
- Griffins voornaam in de film, Jack, is voor de film bedacht. In het boek wordt van de onzichtbare man enkel zijn achternaam gegeven.
- In het boek wordt Griffin onzichtbaar door een niet bij naam genoemde formule in plaats van een drug.
- In de film is het verhaal geactualiseerd van 1890 naar 1933.
- In de film heeft Griffin een verloofde, die in het boek niet voor kwam.
- In het boek gebruikt Griffin een zwerver genaamd Thomas Marvel als zijn handlanger.
- In het boek vermoordt Griffin Dr. Kemp niet.
- Dr. Kemp is in het boek geen oude vriend of partner van Griffin, maar gewoon een kennis.
- In het boek toont Griffin geen berouw van zijn daden.

### Productie
Claude Rains was niet de eerste keuze van de filmstudio om de hoofdrol te vertolken. Eigenlijk zou Boris Karloff die rol krijgen, maar hij trok zich terug nadat producer Carl Laemmle Jr. te vaak probeerde Karloffs salaris in te korten. Als vervanger van Karloff had de studio Chester Morris, Paul Lukas en Colin Clive in gedachten. Het was James Whale die uiteindelijk koos voor Claude Rains.
De productie van de film liep van juni tot augustus 1933 in Universal's studio’s in Los Angeles. De opnames liepen vertraging op door een brand, die een groot deel van de decors verwoestte.
De film is vooral bekend van zijn, zeker voor die tijd, geavanceerde special effects, welke werden verzorgd door John P. Fulton, John J. Mescall en Frank D. Williams. Voor de scènes waarin de onzichtbare man wat kleren draagt of bezig is zich uit te kleden, moest acteur Claude Rains een geheel zwart fluweel pak dragen en werd er gefilmd tegen een donkere achtergrond. Daarna werd dit beeld gecombineerd met een ander beeld van de ruimte waarin de scène zich moest afspelen. Rains had last van claustrofobie en het zwarte pak was lastig om door te ademen, waardoor de scènes erg lastig voor hem waren. Soms werd er zelfs een dubbelganger ingezet.

## Prijzen/nominaties
- Op het Filmfestival van Venetië van 1934 kreeg de film een speciale aanbeveling.

## Voetnoten
1. 1 2   Kjolseth, Pablo "The Invisible Man" (TCM article)
2. ↑   IMDB Business data
3. ↑  Now You See Him: The Invisible Man Revealed! director: David J. Skal. Universal Home Entertainment, 2000